# Csillag Róza
Csillag Róza (Goldstein Róza, Irsa, 1832. október 23. – Bécs, 1892. február 20.) magyar opera-énekesnő (mezzoszoprán).

## Élete
A Nemzeti Színháznak, majd a bécsi Operaháznak volt tagja. Itt 1858-ban lépett fel Giacomo Meyerbeer „Profétá”-jában, amelyben a mezzoszoprán szerepet énekelte. 1873-ig Csillag ünnepelt kedvence volt a bécsi operaközönségnek, később a bécsi Zenekonzervatórium tanára lett.